# 2879 Shimizu
För andra betydelser, se Shimizu.
2879 Shimizu eller 1932 CB1 är en asteroid i huvudbältet som upptäcktes den 14 februari 1932 av den tyske astronomen Karl Wilhelm Reinmuth i Heidelberg. Den har fått sitt namn efter Shin-ichi Shimizu.
Asteroiden har en diameter på ungefär 21 kilometer.